# Angielo degli Oddi
Angielo (Angelo) degli Oddi, (16. stoljeće), putopisac i vedutist, iz stare plemenitaške obitelji vjerojatno njemačkog podrijetla.

## Djelovanje
U Veneciji je 1584. tiskao putopis o mletačkim primorskim pokrajinama sa 72 bakrorezne male topografske vedute. Vedute su vrlo originalne i važne za istraživanje razvoja gradova u vremenu, a crtane su iz ptičje perspektive s topografskom situacijom gradske okolice. U mapi se nalazi 19 veduta najznačajnijih luka s hrvatske obale krajem 16. st. To su vedute Novigrada, Poreča, Pule, Rovinja, Rijeke, Zadra, Šibenika, Splita, Omiša, Krka i Omišlja na otoku Krku, Cresa i Osora na otoku Cresu, Hvara na otoku Hvaru, a Trogir je prikazao dva puta, jednom promatrajući ga s juga, a drugi puta sa zapada, tri luke Dubrovačke Republike i to Gruža, Dubrovnika i Cavtata. Donosi i vedute nekih vojnih utvrda s hrvatske obale. Može se reći da je to najpotpuniji takav katalog, do pojave Coronellija i njegova djela stoljeće poslije.

## Djela
- Viaggio de la provincie di mare della Signoria di Venetia. Venezia 1584.
- Codice Cartacco. 1587.
- Città fortezze di Candia. 1603.